# 狗隻繁殖場

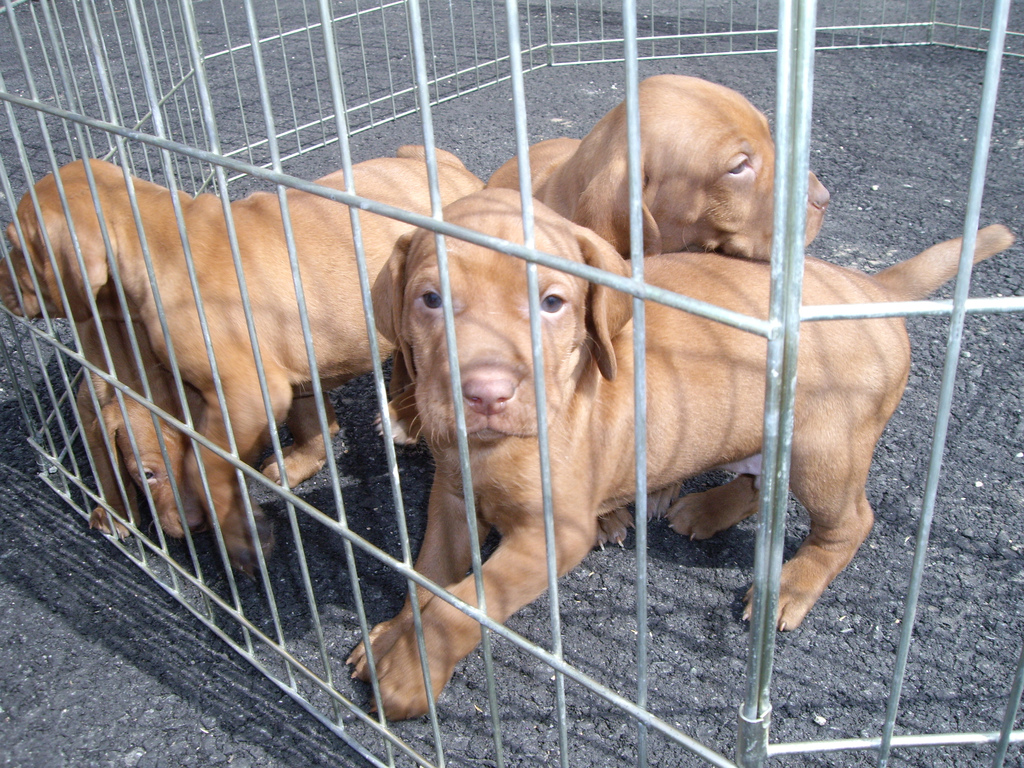
犬只

狗隻繁殖場，在中文常用的意思是指「繁殖寵物的商家企業」。英文單詞puppy mill和這字的意思與寵物繁殖場近似，但是帶有強烈負面的意義：通常 puppy mill 是指繁殖狗時，為了追求利潤，忽略近親繁殖的問題而大量繁殖狗的場所。很多時候，在puppy mill成長的動物常會受到虐待，例如：將狗一生關在一個空間狹小的籠子中、割去狗的聲帶等。繁殖場通常利用繁殖狗來取得商業的利潤，當狗的市場價格大幅下跌時，或滯銷時，常發生集體棄養，或人道毀滅的事件。這也可能是流浪犬的來源之一。

## 各地法例規管
中華民國（臺灣）
在臺灣，自從《動物保護法》實施之後，許多私人繁殖場，即未登記有執業執照的業者，含一般人在自家後院繁殖狗，只要有販賣狗如此商業交易行為，就已觸法。
動物保護法參考條文如下：
- 第二十二條：以營利為目的，經營應辦理登記寵物之繁殖、買賣或寄養者，應先向直轄市、縣(市)主管機關申請許可，並依法領得營業證照始得為之。前項繁殖、買賣或寄養者應具備之條件、設施、申請許可之程序與期限、註銷、撤銷許可之條件及其他應遵行事項之管理辦法，由中央主管機關定之
- 第二十五條：違反第二十二條第一項規定，未經直轄市或縣(市)主管機關許可，擅自經營應辦理登記寵物之繁殖、買賣或寄養者，處新臺幣五萬元以上二十五萬元以下罰鍰，並限期令其改善；屆期不改善者，應令其停止營業；拒不停止營業者，按次處罰之。

## 外部連結
- 拒買動物（中文）